# Monocerotesa connexa
Monocerotesa connexa là một loài bướm đêm trong họ Geometridae.